# 保罗·马丁 (冰球运动员)
保罗·马丁（英語：Paul Martin，1981年3月5日—），美国男子冰球运动员，场上位置是后卫。他曾代表美国国家队参加2014年冬季奥林匹克运动会冰球比赛，获得第四名。